# پیزوکرومیسم

ROY، مولکولی که پیزوکرومیسم را در کریستال های خود نشان می دهد

پیزوکرومیسم / مکانوکرومیسم ، از واژه یونانی piezô «فشرده کردن، فشار دادن» و chromos «رنگ» می‌‌باشد، ویژگی جالبی است که تمایل مواد خاصی را به تغییر رنگ با اعمال فشار مکانیکی توصیف می‌کند. مواد پیزوکرومیسم در دسته مواد هوشمند قرار می‌گیرند. 
این ویژگی و خاصیت ارتباط نزدیکی با تغییر انرژی پیوند الکترونی دارد که می تواند در مواد مختلفی از جمله پلاستیک ها ، نیم‌رساناها (مانند پروسکیت های هیبریدی)    و هیدروکربن ها یافت شود. 
یکی از مولکول های ساده ای که این ویژگی در آن قابل مشاهد است، 5-متیل-2-[(2-نیتروفنیل)آمینو]-3-تیوفن کربنیتریل است که به دلیل شکل های کریستالی قرمز، نارنجی و زردی که دارا است، به نام ROY نیز شناخته می شود. فرم های زرد و نارنجی کم رنگ این ماده در فشار بالا به طور برگشت پذیر به قرمز تغییر رنگ می‌دهند.

### کاربرد
موادی که تحت تنش مکانیکی تغییرات بصری داشته باشند، می‌توانند در زمینه‌های مختلفی مانند کنترل سلامت سازه‌ها، صفحات هوشمند، ربات های نرم، حسگرهای تنش و رمزنگاری مورد استفاده قرار بگیرند.
برخی استارتاپ ها نیز در ایران برروی استفاده از این مواد برای تولید محصولات جدید کرده اند. با استفاده از ویژگی پیزوکرومیک در سازه‌هاي مشخص، ميتوان تغييرات محيطي را با سرعت و سهولت بيشتر کنترل و مشاهده کرد. در نتيجه با نزديك شدن به آستانه‌های كرنشي خطرناك، امكان اقدامات به موقع خواهد بود و در نتیجه مانع از ريزش فاجعه بار سازه‌ها و پيشگيري از خسارات جانی و مالی شد.

### تاریخچه
پدیده تغییر رنگ تحت فشار مکانیکی در مواد طبیعی قابل مشاهده است. برخی از مواد معدنی، مانند انواع خاصی از کوارتز و سایر سیلیکات‌ها، هنگام شکستگی تغییر رنگ را نشان می‌دهند، هرچند که درک این تغییرات از لحاظ ساختار مولکولی در ابتدا ممکن نبود.
در اواسط قرن بیستم، توجه محققان به پلیمرهایی با این خاصیت جلب شد. اولین نمونه های موفق مواد پیزوکرومیک مربوط به صده گذشته می‌باشد. پلیمرهای مکانوکرومیک برای استفاده در حسگرهای تنش مورد مطالعه قرار گرفتند. برای مثال، فتوالاستیسیته نمونه های سلولوید در سال 1921 گزارش شد و اصطلاح پلیمرهای مکانوکرونیک در اوایل 1990 رواج پیدا کرد.

### تحقیقات
نمونه‌ها و آزمایش‌ها نشان می‌دهند که تغییر رنگ مکانیکی در پلیمر ها می‌تواند به روش‌هایی کاملا متفاوت اتفاق افتاده و مشاهده شود. این روش‌ها عبارتند از تاثیرات فیریکی، تاثیرات شیمیایی و یا ترکیب هردو.
یکی از گسترده‌ترین مطالعه‌ها درباره مواد مکانوفور کرومیک اسپیروپیران (SP) است؛ پس از اولین گزارش توسط دیویس و همکارانش که درباره اثر فعال‌سازی نیروی آن در پلیمرهایی که نسبت به تغییرات مکانیکی واکنش نشان می‌داند بود. تحت تنش مکانیکی، مولکول بی‌رنگ SP دچار تغییر شیمیایی شده و به اشکال رنگی مروکایین (MC) تبدیل می‌شود که این امر ناشی از شکست پیوندهای C–N و C–O است. پس از قرار گرفتن در معرض نور مرئی، می‌تواند به فرم اصلی SP برگردد. در سطح ماکروسکوپی، پلیمرهای متصل به مکانوفور در طول فرآیند کششی تغییر رنگ قابل مشاهده‌ای را نشان می‌دهند.

#### پلیمر های پیزوکرومیک
پیوندهای کوالانسی می‌توانند با اعمال نیروی مکانیکی در طول زنجیره‌های پلیمر بشکنند و تشکیل شوند که منجر به تغییرات ساختاری و تغییر رنگ نمونه می‌شود.

## پیوند های خارجی
- پیزوکرومیسم
- مواد هوشمند
- تنش (مکانیک)